# جرج لوئیس، نخستین بارون
سِـر جُرج لوئیس، نخستین بارون (انگلیسی: Sir George Lewis, 1st Baronet؛ ‏ ۲۱ آوریل ۱۸۳۳ – ۷ دسامبر ۱۹۱۱) وکیل مدافع بریتانیایی اخراج یهودیان بود. وی دانش‌آموختهٔ کالج دانشگاهی لندن بود و در دفتر حقوقی «لوئیس و لوئیس» که یکی از معروف‌ترین دفاتر حقوقی لندن بود، مشغول به کار شد. او وکیل مدافع بولتون و پارک در جریان محاکمه‌های دادگاهی‌شان بود.
لوئیس در سال ۱۸۹۳ لقب شوالیه را دریافت کرد. کمی بعد اعلام شد که قرار است به او در فهرست اهدای نشان‌ها و افتخارات سلطنتی به مناسبت تاجگذاری ۱۹۰۲ (که در ۲۶ ژوئن ۱۹۰۲ برای تاجگذاری پادشاه ادوارد هفتم منتشر شد و البته این تاجگذاری متعاقباً به تعویق افتاد) لقب بارونت داده شود و این کار در ۲۴ ژوئیه ۱۹۰۲ عملی شد و او بارونت پورتلند، در بخش ماری‌لبون شد. نخست‌وزیر، آرتور بالفور، ظاهراً با این موضوع مخالفت کرد، اما ادوارد هفتم نظر و اعتراض او را رد کرد.